# Petra Sitte
Petra Sitte (nascida a 1 de dezembro de 1960) é uma política alemã. Ela representa a Esquerda. Petra Sitte serve como membro do Bundestag pelo estado da Saxónia-Anhalt desde 2005.

## Biografia
Sitte nasceu em Dresden, na Saxónia. Depois de terminar os estudos secundários em 1979, ela estudou economia na Universidade Martinho Luthero de Halle-Wittenberg, graduando-se em 1983 em economia. Após estudos de pesquisa subsequentes e trabalho como assistente na Universidade Martinho Luthero, ela recebeu o seu doutoramento em 1987. De 1990 a 2005 foi membro do parlamento estadual da Saxónia-Anhalt. Ela tornou-se membro do Bundestag após as eleições federais alemãs de 2005. É membro do Comité da Agenda Digital e do Comité de Educação, Pesquisa e Avaliação de Tecnologia. É vice-presidente do seu grupo.